# 佐查城堡

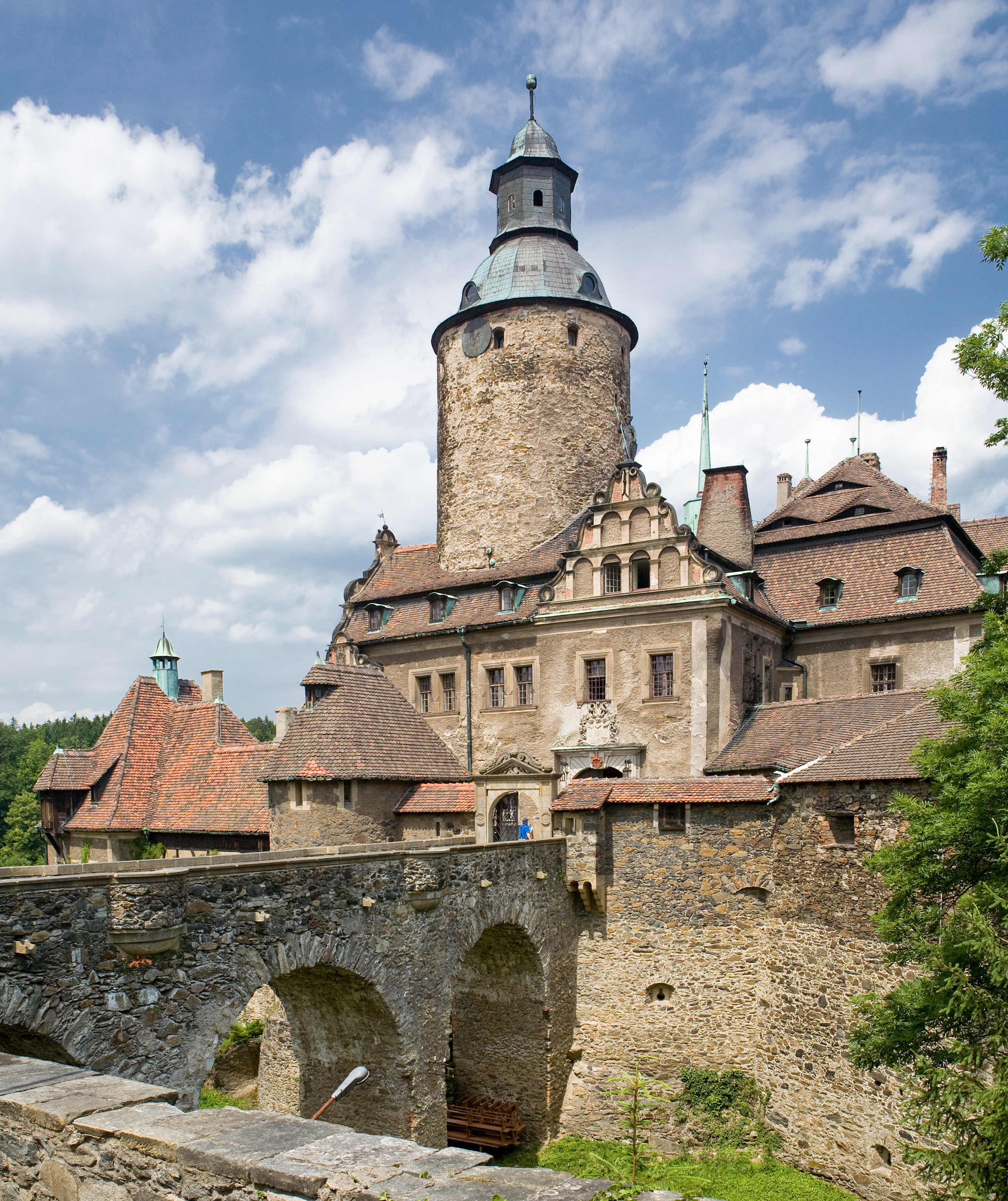
佐查城堡

佐查城堡（Czocha Castle）是位於波蘭西南部下西里西亞省村莊佐查的一座城堡建築。城堡地處萊西納湖附近。佐查城堡修建在片麻岩上。在二戰之後，該城堡曾遭到紅軍多次洗劫。1996年之後，該城堡開始對公眾開放。

## 外部連結
- 官方网站  （波兰語）
- Photo gallery of the castle（页面存档备份，存于）
- sekulada.com: Zamek Czocha - Wielka Enigma（页面存档备份，存于） （波兰語）